# Иво Павићевић
Иван Иво Павићевић „Лола“ (Горњи Рсојевићи код Даниловграда, 1869 — Београд, 1926) био је српски политичар. Обављао је функцију народног посланика и министра.

## Биографија
Послије завршене основне школе, одлази за Србију, и уписује се у гимназију (Ваљево). Матурира у Београду, гдје завршава правни факултет, а потом ради као адвокат у Неготину. Због Ивандањског атентата (1899) осуђен је на двадесет година робије пред пријеким судом у Београду. Накнадно је помилован.
Биран је за народног посланика за Неготински и Ваљевски округ. У владама Љубомира Стојановића био је министар привреде (мај — август 1905) и министар унутрашњих дела (август 1905 — април 1906). Био је жестоки пропагатор уједињења међу исељеницима у САД. Краљевски повјереник за Црну Гору, у рангу министра, постаје априла 1919. године. Доласком за повјереника преузима власт од Извршног народног одбора и организује Омладинске чете које се боре против противника уједињења.
Његов мандат престаје априла 1922. године доношењем Уредбе о подјели земље на области.